# 乔治·普利奥
乔治·普利奥（法語：Georges Pouliot，1923年2月6日—2019年5月8日），加拿大男子击剑运动员。他参加了1948年夏季奥林匹克运动会的五项比赛，均未获得奖牌。他也参加了1950年大英帝国运动会。